# Walking on the Chinese Wall
«Walking on the Chinese Wall» es una canción del cantante estadounidense Philip Bailey lanzada en 1984 como tema principal y tercer sencillo de su álbum de estudio Chinese Wall, producido por Phil Collins. La canción presenta a Collins en la batería y coros y posteriormente fue incluida por Collins en su set Plays Well With Others de 2018. Escrita por Roxanne Seeman y Billie Hughes, es una oda a la naturaleza mística de la vida y el amor, inspirada en el Sueño de la cámara roja (chino: 紅樓夢; pinyin: Hónglóumèng), la filosofía china y el I Ching.
Las sesiones de grabación tuvieron lugar en el estudio The Townhouse en Londres, Ocean Way Recording y The Complex en Los Ángeles, con George Massenburg como ingeniero de sonido y mezcla.
«Walking on the Chinese Wall» fue lanzado en mayo de 1985 por Columbia Records como el tercer sencillo, alcanzando el puesto 46 en el Billboard Hot 100. La canción recibió una importante difusión internacional, llegando a las listas de territorios europeos, Australia y Nueva Zelanda.
Un video musical con Bailey en el campo y un sabio lanzando las monedas del I Ching también fue objeto de gran difusión.
Bailey recibió una nominación al premio Grammy por Mejor actuación R&B vocal masculina por su interpretación en el álbum Chinese Wall, en la 28.ª edición de los Premios Grammy de 1986.
Simultáneamente al lanzamiento el 28 de septiembre de 2018 de Not Dead Yet Tour de Phil Collins, Collins lanzó Plays Well With Others, un set de álbumes con pistas grabadas por artistas con los que colaboró, incluidos Robert Plant, Eric Clapton, Quincy Jones, Tony Bennett, Paul McCartney y Philip Bailey, entre otros, con «Walking on the Chinese Wall» como pista 4, disco 2.
En 1998, Sony Alemania lanzó un álbum recopilatorio de Philip Bailey titulado Walking on the Chinese Wall.

## Trasfondo
Seeman, habiendo escrito «Sailaway» con Philip Bailey para el álbum Faces de Earth, Wind & Fire, llamó a Bailey en Denver, Colorado, para hablarle de la canción antes de volar con Hughes a Nueva York.
Bailey les pidió a Seeman y Hughes reunirse con él y entregarle una tabla de acordes en el aeropuerto JFK, donde él estaría realizando transbordo en su camino a Londres para grabar con Phil Collins en The Townhouse. En el aeropuerto, Hughes le dio a Bailey la tabla de acordes, escrita con un bolígrafo dorado, y Seeman le dio a Bailey un cassette de la canción junto con el walkman de Sony en el que se encontraba.

## Letra
Seeman pasó varios meses escribiendo la letra. Mientras reflexionaba sobre sus viajes a china, pensó en el título y la línea "Walking on the Chinese Wall (caminando sobre la muralla china)". La segunda línea del estribillo, "watching for the coins to fall (contemplando caer las monedas)", hace referencia a lanzar las monedas I Ching, visualizando cómo caen al azar y comparándolo con un futuro impredecible, para formar los hexagramas del I Ching ("Libro de los cambios"), que se lee e interpreta como guía en la toma de decisiones. Sobre la creación de la letra, Seeman la extrajo de sus estudios, haciendo referencias simbólicas sobre literatura, arte y filosofía en la cultura china. La frase "Red chamber dream, from the sky above, ancient tales of hidden Chinese love (Sueño del pabellón rojo, desde el cielo, cuentos antiguos de amor chino oculto)" está inspirada por el "Sueño en el pabellón rojo", una de las cuatro grandes novelas chinas.

## Vídeo musical
El vídeo musical de «Walking on the Chinese Wall» fue dirigido por Duncan Gibbins. Fue producido por Beth Broday y Steven Buck.

## Posicionamiento en listas
La canción recibió una gran difusión, especialmente en Europa. En mayo de 1985, debutó en el Top 50 de las listas de European Airplay en el puesto #33, llegando a su punto álgido en el puesto #13. «Walking on the Chinese Wall» debutó en el puesto #76 en la lista de European Top 100 Singles.
| Country                             | Peak position |
| ----------------------------------- | ------------- |
| Australia (Kent Music Report)       | 26            |
| Países Bajos                        | 25            |
| Nueva Zelanda                       | 18            |
| UK Singles Chart                    | 34            |
| US Billboard Hot 100                | 46            |
| US Hot R&B/Hip-Hop Singles & Tracks | 56            |

## Créditos y Personal
- Philip Bailey – vocalista principal y coros
- Phil Collins – coros, percusión, LinnDrum, teclados
- Daryl Stuermer – guitarras
- Nathan East – bajo
- Lesette Wilson – teclados
- Josie James – coros
- The Phenix Horns – trompa
  - Don Myrick – saxofón
  - Louis Satterfield – trombón
  - Rahmlee Michael Davis – trompeta
  - Michael Harris – trompeta
- Tom Tom 84 – arreglo de trompa
- George Massenburg – ingeniero, mezclador
- Phil Collins – productor
- Tony Lane and Nancy Donald – dirección de arte y diseño
- Ellen Land-Weber y Randee St. Nicholas

## Presentaciones televisadas

### Presentaciones en vivo
- American Bandstand (1985)
- Black Gold Awards (1985)[19][20][21]
- Solid Gold (1985)
- The Today Show (1985)
- TopPop (1985)
- American Bandstand's 33-1/3 Celebration
- Gavin & Lott Show

### Otras televisadas
- Dick Clark’s Rock n Roll Summer Action
- ESPN Beach Special
- Fantástico Brazil

## Otras versiones de la canción
- "Young Talent Team", del programa de televisión australiano "Young Talent Time", grabó una versión en su "Young Talent Team Now and Then 15th Anniversary Album."
- La artista dance Indiana lanzó una versión en español producida por Christiano Malgioglio en el verano de 1992.
- El grupo de Eurodance Double You incluyó una versión dance the "Walking On The Chinese Wall" en su álbum de 1992 We All Need Love.[22]